# 高橋富雄
高橋 富雄（たかはし とみお、1921年7月28日 - 2013年10月5日）は、日本の日本史学者。東北大学名誉教授。福島県立博物館名誉館長。
東北古代史研究の第一人者である。永年歴史上の謎とされて来た前九年の役の古文書に記述されている阿久利川事件発生地の比定に携わり、地道な郷土史研究と発掘作業により宮城県栗原市志波姫の迫川流域(阿久戸)の地域同定に至った。

## 経歴
岩手県北上市生まれ。旧制黒沢尻中学校（現岩手県立黒沢尻北高等学校）卒業、1943年、東北帝国大学法文学部国史学科卒業。同大学大学院特別研究生を経て、旧制第二高等学校講師。1949年、東北大学教養部講師、その後同大助教授、教授となる。1985年、東北大学退職、名誉教授。盛岡大学文学部長、同大学学長。1986年、福島県立博物館館長。2003年、福島県立博物館名誉館長となる。
世界マスターズ柔道選手権大会（75-79歳、66-73キロ未満級）4連覇を成し遂げた柔道家（八段）高橋勘十（全日本柔道連盟顧問審判員、元岩手県立沼宮内高等学校校長）は弟にあたる。

## 著書
- 『奥州藤原氏四代』 吉川弘文館〈人物叢書〉、1958年、新装版　1987年 ISBN　9784642050944
- 『蝦夷』 吉川弘文館〈日本歴史叢書〉、1963年　ISBN　9784642066075
- 『みちのくの世界 文化史的考察』 角川書店〈角川新書〉、1965年
- 『義経伝説 歴史の虚実』 中央公論社〈中公新書〉、1966年
- 『みちのく 風土と心』 社会思想社、1967年
- 『国民の歴史5 平安の都』 文英堂、1968年
- 『宮城県の歴史』 山川出版社〈県史シリーズ〉、1969年
- 『平泉の世紀・藤原清衡』 清水書院〈清水新書〉、1971年、新装版1984年、2017年
- 『胆沢城 鎮守府の国物語』 学生社、1971年
- 『日本史の東と西』 創元社〈創元新書〉、1972年
- 『東北の歴史と開発』 山川出版社、1973年
- 『古代蝦夷 その社会構造』 学生社、1974年
- 『徳一と恵日寺』 FCT企業〈ふくしま文庫〉、1975年
- 『東北の風土と歴史』 山川出版社〈風土と歴史〉、1976年
- 『福島人物の歴史2 蒲生氏郷』 歴史春秋社、1976年
- 『天台寺 みちのく守護の寺』 東京書籍〈東書選書〉、1977年
- 『平泉 奥州藤原四代』 教育社〈教育社歴史新書〉、1978年、新版ニュートンプレス
- 『辺境 もう一つの日本史』 教育社〈教育社歴史新書〉、1979年、新版ニュートンプレス
- 『会津名君物語 戦国武将蒲生氏郷』 歴史春秋社、1979年
- 『東北歴史紀行』 岩波書店〈岩波ジュニア新書〉、1985年
- 『みちのく古寺巡礼』 日本経済新聞社、1985年
- 『武士道の歴史』1巻-3巻 新人物往来社、1986年
- 『東北古代史の研究』 吉川弘文館、1986年　ISBN　9784642022071
- 『征夷大将軍 もう一つの国家主権』 中央公論社〈中公新書〉、1987年
- 『陸奥伊達一族』 新人物往来社、1987年 / 同　吉川弘文館〈読みなおす日本史〉、2018年 ISBN　9784642067645
- 『評伝最上義光』 山形新聞社、1989年
- 『将軍』 近藤出版社〈日本史小百科〉、1990年
- 『謎の古代世界発掘 太古からのメッセージ』 博栄出版・星雲社、1990年
- 『続・謎の古代世界発掘 太古からのメッセージ』 博栄出版・星雲社、1990年
- 『徳一と最澄 もう一つの正統仏教』 中央公論社〈中公新書〉、1990年
- 『武士の心日本の心 武士道評論集』近藤出版社（上・下）、1991年
- 『もう一つの日本史 ベールをぬいだ縄文の国』 徳間書店、1991年
- 『古代蝦夷を考える』 吉川弘文館、1991年、ISBN　9784642072922。新装版　2010年 ISBN　9784642063647
- 『奥州藤原氏 その光と影』 吉川弘文館、1993年、新装版2009年 ISBN　9784642063531 / 同〈読みなおす日本史〉、2024年　ISBN　9784642076807
- 『古代語の東北学』 歴史春秋出版、1996年
- 『十人は十人ながらみな 万人を救った法然さま』 浄土宗出版室〈なむブックス〉、1997年
- 『引き際 歴史舞台の名優たち』 河出書房新社、1998年
- 『平泉の世紀 古代と中世の間』 日本放送出版協会〈NHKブックス〉、1999年 / 講談社学術文庫、2012年
- 『徳一菩薩 ひと・おしえ・がくもん』 歴史春秋出版〈歴春ふくしま文庫〉、2000年
- 『徳一菩薩』第2集 歴史春秋出版〈歴春ふくしま文庫〉、2001年
- 『高橋富雄東北学論集 地方からの日本学』 歴史春秋出版、2003年-
  - 第一部 東北論 東北学
    - (1)地方から東北から
    - (2)みちのく未知の奥
    - (3)奥ゆかし
    - (4)東北開発
    - (5)古代語の東北学
    - (6)もう一つの日本

  - 第二部 蝦夷論 
    - (7)蝦夷論の基礎
    - (8)甦るみちのく中央　磐井地方日本学　みちのく中央学習市民会議
    - (9)　未刊

  - 第三部 武士道
    - (10)武士道の歴史　第1巻
    - (11)武士道の歴史　第2巻
    - (12)武士道の歴史　第3巻
    - (13)　未刊
    - (14)　未刊

  - 第四部 思想 宗教
    - (15)　未刊
    - (16)念仏あづまみちのく　角張成阿と金光上人
    - (17)検証 徳一菩薩道
    - (18)合本 徳一菩薩道
    - (19)　未刊

  - 第五部 ふくしま郷土編
    - (20)地方日本学－方法と実践－ －金曜講座学而篇－
- 『評伝角張成阿弥陀仏 法然伝記を新しくするもの』 信濃毎日新聞社、2004年
- 『法然新発見 『四十八巻伝』の弟子に見る法然像』 浄土宗出版室〈浄土選書〉、2005年

### 編著・共著
- 『将来の東北』 アイエ書店、1969年
- 『伊達政宗のすべて』 新人物往来社、1984年
- （梅原猛共編）『東北文化と日本もう一つの日本 シンポジウム』 小学館、1984年
- 『文化における受容と変容』 角川書店、1985年
- 『シンポジウム平泉 奥州藤原氏四代の栄華』 小学館、1985年
- 『写真譜・民話のさと遠野』（解説執筆） 桜楓社、1985年
- （小倉博編）『伊達政宗言行録 正宗公名語集』 宝文堂、1987年
- 『シンポジウム伊達政宗』 新人物往来社、1987年
- 『蒲生氏郷のすべて』 新人物往来社、1988年
- 『考証春日局』 ベネッセコーポレーション、1988年
- 『大都市を拓いた先人の卓見』 ぎょうせい〈ふるさと歴史舞台〉、1991年
- （三浦謙一・入間田宣夫共編）『図説奥州藤原氏と平泉』 河出書房新社、1993年